# Giovanni Battista Bussi (1755-1844)
Giovanni Battista Bussi (Viterbo, 23 gennaio 1755 – Benevento, 31 gennaio 1844) è stato un cardinale e arcivescovo cattolico italiano.

## Biografia
Nacque a Viterbo il 23 gennaio 1755.
Papa Leone XII lo elevò al rango di cardinale nel concistoro del 3 maggio 1824.
Morì il 31 gennaio 1844 all'età di 89 anni.

## Genealogia episcopale
La genealogia episcopale è:
- Cardinale Scipione Rebiba
- Cardinale Giulio Antonio Santori
- Cardinale Girolamo Bernerio, O.P.
- Arcivescovo Galeazzo Sanvitale
- Cardinale Ludovico Ludovisi
- Cardinale Luigi Caetani
- Cardinale Ulderico Carpegna
- Cardinale Paluzzo Paluzzi Altieri degli Albertoni
- Papa Benedetto XIII
- Papa Benedetto XIV
- Papa Clemente XIII
- Cardinale Giovanni Carlo Boschi
- Cardinale Bartolomeo Pacca
- Cardinale Giovanni Battista Bussi